# Hemiceras kartabena
Hemiceras kartabena är en fjärilsart som beskrevs av William Schaus 1939. Hemiceras kartabena ingår i släktet Hemiceras och familjen tandspinnare. Inga underarter finns listade i Catalogue of Life.